# مهرجان هوليوود السينمائي
مهرجان هوليوود السينمائي (بالإنجليزية: Hollywood Film Festival)‏ هو مهرجان سينمائي سنوي يقام في لوس انجليس، كاليفورنيا . تأسس في عام 1997.الهدف الأول لمهرجان هوليوود السينمائي هو الربط بين استوديوهات هوليوود وصانعي الأفلام المستقلين .